# 邱鏡淳
邱鏡淳（1949年12月8日—），中國國民黨籍新竹縣政治人物，屬於新竹縣新宋派，曾任新竹縣縣長、多屆臺灣省議員、立法委員。

## 政壇生涯

### 1997年新竹縣長選舉
第10屆新竹省議員任期當中，國民黨提名鄭永金參選新竹縣縣長，邱鏡淳退黨參選，再次造成國民黨的內爭。民進黨則相對團結，只有立法委員林光華一人參選。結果林光華以7萬多張選票當選，而國民黨籍的鄭永金與邱鏡淳則分別以6.5萬與5.9萬的高票敗北。
曾涉及省議會副議長賄選一審被判有罪，後來更二審宣判改判無罪。

### 1998年中華民國立法委員選舉
1999年～2002年代表中國國民黨任職第4屆立法委員。

### 2001年新竹縣長選舉
2001年的新竹縣長選舉，由於中國國民黨1997年黨內分裂敗選的前車之鑑，當時擔任立法委員的鄭永金與邱鏡淳二人，達成由鄭先擔任一屆的協議，最後鄭永金淨贏對手林光華超過八萬張選票。

### 2001年中華民國立法委員選舉
2000年～2005年代表中國國民黨任職第5屆立法委員。2004年曾經涉及金錢糾紛，並爆發外遇風波，邱鏡淳與妻否認有外遇事件。

### 2004年中華民國立法委員選舉
2005年～2008年代表中國國民黨參選第6屆立法委員，2005年後來退黨之後入親民黨。2006年邱鏡淳再次退親民黨加入中國國民黨2006當年亦爆發銀行事件，欠華南銀行9百萬，邱鏡淳被判還款。。

### 2005年新竹縣長選舉
2005年邱鏡淳因為打算退出國民黨參選，造成國民黨黨內風波。
由於宣佈參選連任的鄭永金當初黨內協議承諾只當一任縣長。然而，2005年鄭永金卻宣布競選連任背棄當初協議，造成擁邱選民反彈，王金平與陳籲黨內極力處理，都期盼團結合作，邱鏡淳堅持退黨參選，形成反鄭永金的所謂「反鄭聯盟」，民進黨打出「聯客制閩」，之後邱鏡淳加入親民黨，國親在新竹縣的對立，讓泛藍的團結產生新的變數。最後邱鏡淳並未參選，選舉結果鄭永金淨贏對手林光華8萬多票。

### 2008年中華民國立法委員選舉
2008年代表中國國民黨任職第7屆立法委員，最後以12萬7千多票全國最高票當選。同年8月邱鏡淳經「公民監督國會聯盟」，評鑑為立法院第7屆第一會期經濟委員會表現最優秀第1名的立法委員（本次評選並列第1名共8位）。

### 2009年新竹縣長選舉
2009年邱鏡淳獲得國民黨提名參選新竹縣長選舉，但縣長鄭永金所支持的新竹縣議會議長張碧琴脫黨參選，造成國民黨內部分裂，國民黨隨後開除鄭、張的黨籍。

### 2014年新竹縣長選舉
2014年邱鏡淳獲得中國國民黨提名參選新竹縣長選舉。宿敵鄭永金在民進黨支持下以無黨籍身份參選。

## 選舉紀錄
| 年度 | 選舉屆數               | 選舉區       | 所屬政黨   | 得票數  | 得票率 | 當選標記                             | 備註 |
| ---- | ---------------------- | ------------ | ---------- | ------- | ------ | ------------------------------------ | ---- |
| 1985 | 第八屆臺灣省議員選舉   | 新竹縣選舉區 | 中國國民黨 | 43,653  | 25.76% |                                      |      |
| 1989 | 第九屆臺灣省議員選舉   | 新竹縣選舉區 | 中國國民黨 | 79,036  | 42.27% |                                      |      |
| 1994 | 第十屆臺灣省議員選舉   | 新竹縣選舉區 | 中國國民黨 | 90,230  | 45.97% |                                      |      |
| 1997 | 第十三屆新竹縣縣長選舉 | 新竹縣       | 無黨籍     | 59,393  | 30.26% |                                      |      |
| 1998 | 第四屆立法委員選舉     | 新竹縣選舉區 | 中國國民黨 | 49,688  | 29.80% |                                      |      |
| 2001 | 第五屆立法委員選舉     | 新竹縣選舉區 | 中國國民黨 | 64,673  | 31.69% |                                      |      |
| 2004 | 第六屆立法委員選舉     | 新竹縣選舉區 | 中國國民黨 | 39,626  | 21.05% | 任內曾加入 親民黨，後回歸 中國國民黨 |      |
| 2008 | 第七屆立法委員選舉     | 新竹縣選舉區 | 中國國民黨 | 127,892 | 66.52% | 本屆選制更改                         |      |
| 2009 | 第十六屆新竹縣縣長選舉 | 新竹縣       | 中國國民黨 | 97,151  | 38.49% |                                      |      |
| 2014 | 第十七屆新竹縣縣長選舉 | 新竹縣       | 中國國民黨 | 124,309 | 46.94% |                                      |      |

## 外部連結
- 邱鏡淳的Facebook專頁
- YouTube上的邱鏡淳頻道
- 2014新竹縣縣長候選人|邱鏡淳| 希望 亮麗 科技城

| 中華民國政府職務 | 中華民國政府職務                                         | 中華民國政府職務 |
| ---------------- | -------------------------------------------------------- | ---------------- |
| 新竹縣政府       |                                                          |                  |
| 前任： 鄭永金    | 新竹縣縣長 第十六、十七屆 2009年12月20日－2018年12月25日 | 繼任： 楊文科    |